# لا غرانغ (كارولاينا الشمالية)
لا غرانغ (بالإنجليزية: La Grange, North Carolina)‏ هي بلدة أمريكية تقع في الولايات المتحدة في مقاطعة لينوير، كارولاينا الشمالية. يقدر عدد سكانها بـ 2,873 نسمة ومساحتها 5.9 كم2 ووترتفع عن سطح البحر 33 متر.

## التركيبة السكانية
حدّد مكتب تعداد الولايات المتحدة بيانات التركيبة السكانية للا غرانغ في تعداد الولايات المتحدة. في ما يلي، التركيبة السكانية حسب تعدادي 2000 و2010.

### تعداد عام 2000
بلغ عدد سكان لا غرانغ 2,844 نسمة بحسب تعداد عام 2000، وبلغ عدد الأسر 1,211 أسرة وعدد العائلات 769 عائلة مقيمة في البلدة. في حين سجلت الكثافة السكانية 474.8 نسمة لكل كيلومتر مربع (1,229.7/ميل2). وبلغ عدد الوحدات السكنية 1,330 وحدة بمتوسط كثافة قدره 222 لكل كيلومتر مربع (575.0/ميل2).
وتوزع التركيب العرقي للبلدة بنسبة 42.86% من البيض و55.03% من الأمريكيين الأفارقة و0.35% من الأمريكيين ذوي الأصول الآسيوية و0.04% من سكان جزر المحيط الهادئ و0.91% من الأعراق الأخرى و0.81% من عرقين مختلطين أو أكثر و1.30% من الهسبانيون أو اللاتينيون من أي عرق.
بلغ عدد الأسر 1,211 أسرة كانت نسبة 32.5% منها لديها أطفال تحت سن الثامنة عشر تعيش معهم، وبلغت نسبة الأزواج القاطنين مع بعضهم البعض 40.5% من أصل المجموع الكلي للأسر، ونسبة 19.7% من الأسر كان لديها معيلات من الإناث دون وجود شريك،  بينما كانت نسبة 3.3% من الأسر لديها معيلون من الذكور دون وجود شريكة وكانت نسبة 36.5% من غير العائلات. تألفت نسبة 33.6% من أصل جميع الأسر من عدة أفراد يعيشون في نفس المنزل ونسبة 15.2% كانت تتألف من شخص يعيش بمفرده يبلغ من العمر 65 عاماً أو أكثر. وبلغ متوسط حجم الأسرة المعيشية 2.35، أما متوسط حجم العائلات فبلغ 3.00.
بلغ العمر الوسطي للسكان 38.8 عاماً. وكانت نسبة 23.6% من القاطنين تحت سن الثامنة عشر، وكانت نسبة 8.2% بين الثامنة عشر والرابعة والعشرين عاماً، ونسبة 27.6% كانت واقعةً في الفئة العمرية ما بين الخامسة والعشرين والرابعة والأربعين عاماً، ونسبة 24.8% كانت ما بين الخامسة والأربعين والرابعة والستين، ونسبة 15.8% كانت ضمن فئة الخامسة والستين عاماً فما فوق. يوجد لكل 100 أنثى 82.3 ذكر، ويوجد لكل 100 أنثى في الثامنة عشر من عمرها فما فوق 76.2 ذكر.
بلغ متوسط دخل الأسرة في البلدة 28,304 دولارًا، أما متوسط دخل العائلة فبلغ 38,068 دولارًا. وكان متوسط دخل الذكور 26,581 دولارًا مقابل 20,212 دولارًا للإناث. وسجل دخل الفرد الخاص بالبلدة 14,436 دولارًا. وكانت نسبة 14.4% من العائلات ونسبة 19% من السكان تحت خط الفقر، وكان من هؤلاء نسبة 25.6% تحت سن الثامنة عشر ونسبة 15% في الخامسة والستين من العمر وما فوق.

### تعداد عام 2010
بلغ عدد سكان لا غرانغ 2,873 نسمة بحسب تعداد عام 2010، وبلغ عدد الأسر 1,233 أسرة وعدد العائلات 766 عائلة مقيمة في البلدة. في حين سجلت الكثافة السكانية 479.6 نسمة لكل كيلومتر مربع (1,242.2/ميل2). وبلغ عدد الوحدات السكنية 1,440 وحدة بمتوسط كثافة قدره 240.4 لكل كيلومتر مربع (622.6/ميل2).
وتوزع التركيب العرقي للبلدة بنسبة 40.52% من البيض و55.38% من الأمريكيين الأفارقة و0.21% من الأمريكيين الأصليين و0.70% من الأمريكيين ذوي الأصول الآسيوية و0.07% من سكان جزر المحيط الهادئ و2.02% من الأعراق الأخرى و1.11% من عرقين مختلطين أو أكثر و3.38% من الهسبانيون أو اللاتينيون من أي عرق.
بلغ عدد الأسر 1,233 أسرة كانت نسبة 30.2% منها لديها أطفال تحت سن الثامنة عشر تعيش معهم، وبلغت نسبة الأزواج القاطنين مع بعضهم البعض 37.2% من أصل المجموع الكلي للأسر، ونسبة 20.4% من الأسر كان لديها معيلات من الإناث دون وجود شريك،  بينما كانت نسبة 4.5% من الأسر لديها معيلون من الذكور دون وجود شريكة وكانت نسبة 37.9% من غير العائلات. تألفت نسبة 34.5% من أصل جميع الأسر من عدة أفراد يعيشون في نفس المنزل ونسبة 16.9% كانت تتألف من شخص يعيش بمفرده يبلغ من العمر 65 عاماً أو أكثر. وبلغ متوسط حجم الأسرة المعيشية 2.33، أما متوسط حجم العائلات فبلغ 2.98.
بلغ العمر الوسطي للسكان 43.2 عاماً. وكانت نسبة 23.2% من القاطنين تحت سن الثامنة عشر، وكانت نسبة 7% بين الثامنة عشر والرابعة والعشرين عاماً، ونسبة 21.9% كانت واقعةً في الفئة العمرية ما بين الخامسة والعشرين والرابعة والأربعين عاماً، ونسبة 30.2% كانت ما بين الخامسة والأربعين والرابعة والستين، ونسبة 17.6% كانت ضمن فئة الخامسة والستين عاماً فما فوق. وتوزع التركيب الجنسي للسكان بنسبة 46.3% ذكور و53.7% إناث.

## أعلام
- جوني شيبرد
- سام شيبرد
- فرانك لوكاس